# Zona sensible de biodiversitat
Una zona sensible de la biodiversitat o, en anglès, biodiversity hotspot, és una regió biogeogràfica amb un reservori significatiu de biodiversitat que es troba amenaçada per la destrucció del seu hàbitat. Es defineix exactament com una regió que compleix dues característiques importants: que en la regió es trobin més de 1.500 espècies de plantes vasculars endèmiques, és a dir, més del 0,5% del total de plantes vasculars endèmiques del món, i haver perdut com a mínim un 70% de l'hàbitat original que conformava la regió. Aplicant aquests dos criteris, s'obtenen 34 zones sensibles de biodiversitat, que en conjunt contenen més d'un 50% del total de plantes vasculars del món i un 42% del total de vertebrats terrestres. Originàriament, aquestes regions intactes ocupaven el 15,7% de la superfície emergida terrestre, però a causa de la pèrdua d'hàbitats aquest percentatge s'ha reduït a un 2,3%.

## Història
El primer cop que apareix el concepte de "zona sensible de biodiversitat" en les publicacions científiques va ser per Norman Myers el 1988 en l'article següent: “The Environmentalist”, en què categoritzava 10 zones sensibles de biodiversitat amb uns alts índexs d'endemisme de plantes vasculars i una gran reducció de la seva extensió original. Dos anys més tard (1990), va publicar un segon article, en què s'hi van afegir vuit punts més. L'organització no governamental Conservation International va adoptar aquests criteris com a categories internacionals el 1986. Deu anys més tard, el 1996, es va proposar una revisió exhaustiva del concepte i de totes les àrees estudiades, i es donà com a resultat els dos criteris de classificació anomenats anteriorment. Aquestes conclusions es van publicar en el llibre Hotspots: Earth's Biologically Richest and Most Endangered Terrestrial Ecoregions, republicat un any després en la revista Nature (Myers, et al., 2000). En aquesta revisió, constaven ja 25 zones sensibles de biodiversitat. Més tard, l'any 2005, es va publicar una segona revisió anomenada simplement Hotspots Revisited, en què s'hi van afegir sis noves àrees i se'n van subdividir algunes ja existents, que sumen un total de 34 punts.

## Zones sensibles de biodiversitat per regió
Amèrica del Nord i central
- Província California Floristic
- Illes del Carib
- Boscos de pi i roure madrense
- Mesoamèrica

Amèrica del Sud
- Mata Atlàntica
- Cerrado

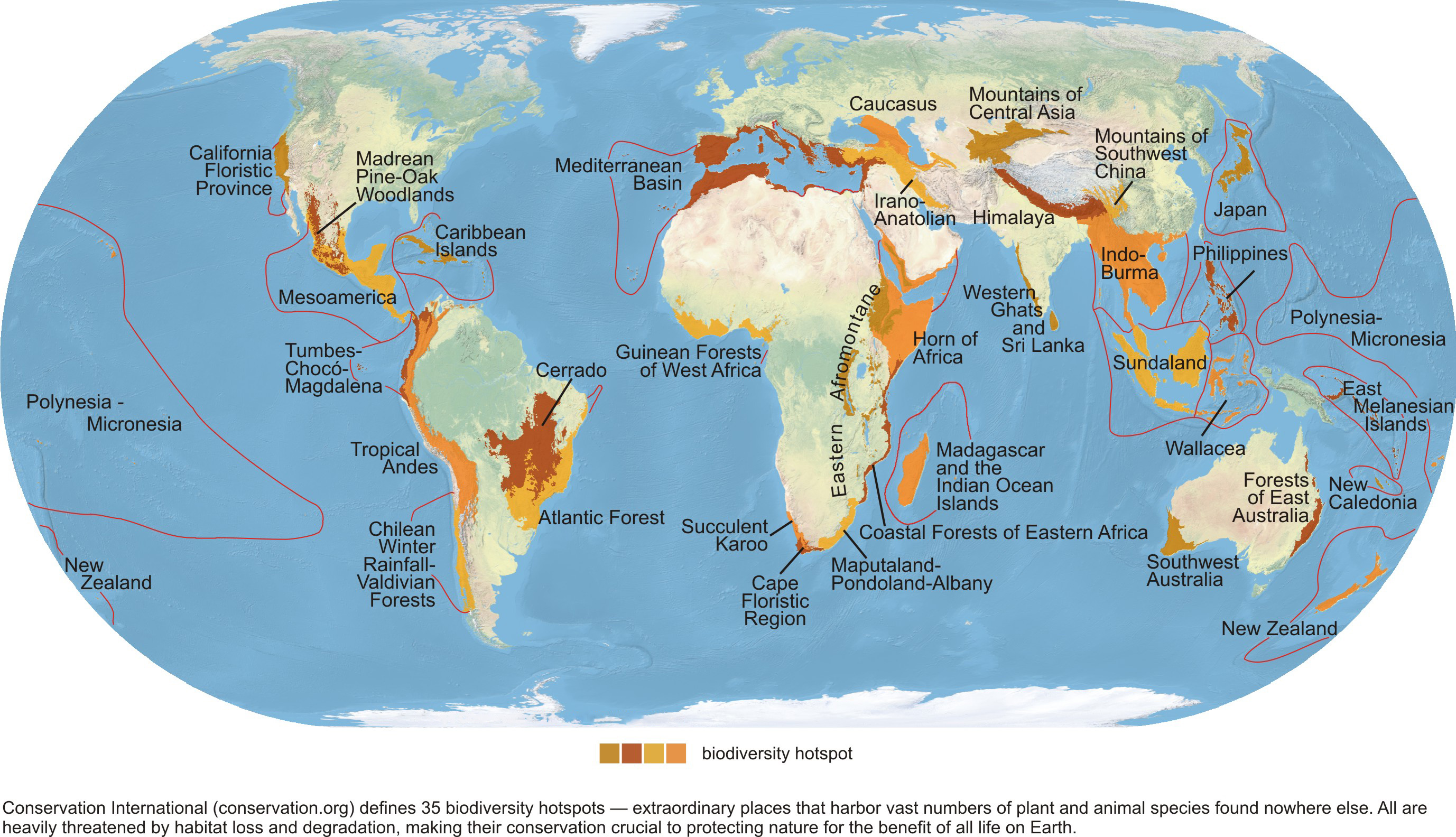
Mapa de les la distribució i extensió de les zones sensibles de biodiversitat

- Boscos xilens a l'hivern (pluja valdiviana)
- Tombes Chocó-Magdalena
- Andes tropicals

Europa i sud-oest d'Àsia
- Caucas
- Iran i Anatòlia
- Mar Mediterrània

Àfrica
- Muntanyes Usambara
- Regió Cape Floristic
- Boscos costaners de l'est d'Àfrica
- Muntanyam afrooriental
- Boscos de Guinea d'Àfrica occidental
- Banya d'Àfrica
- Madagascar i les illes de l'oceà Índic
- Maputaland-Pondoland-Albany
- Succulent Karoo

Àsia
- Illes de Melanèsia oriental
- Muntanyes de l'Àsia central
- Himàlaia
- Indo-Birmània
- Japó
- Muntanyes del sud-oest de la Xina
- Nova Caledònia
- Nova Zelanda
- Filipines
- Polinèsia-Micronèsia
- Sud-oest d'Austràlia
- Sondalàndia
- Wallacea
- Ghats occidental i Sri Lanka